# Lastomír
Lastomír est un village de Slovaquie situé dans la région de Košice.

## Histoire
Première mention écrite du village en 1288.

## Démographie

### Évolution de la population
| Année:               | 1994. | 2004.   | 2014.   | 2024.   |
| -------------------- | ----- | ------- | ------- | ------- |
| Nombre de personnes: | 1174  | 1159    | 1153    | 1243    |
| Différence:          |       | -1,27 % | -0,51 % | +7,80 % |

| Année:               | 2023. | 2024.   |
| -------------------- | ----- | ------- |
| Nombre de personnes: | 1246  | 1243    |
| Différence:          |       | -0,24 % |

## Politique
| Nom           | Parti politique | Date de l'élection | Fin du mandat |
| ------------- | --------------- | ------------------ | ------------- |
| Ľubomír Šipoš | SDKÚ-DS,SMER    | 02.12.2006         | Déc. 2010     |